# Die Zeit und die Conways
Die Zeit und die Conways (Time and the Conways) ist ein Theaterstück des Autors John Boynton Priestley aus dem Jahr 1937. Der Dreiakter erzählt vom Verfall einer bürgerlichen Familie zwischen den beiden Weltkriegen. Mit einem dramaturgischen Kunstgriff im zweiten Akt – einer visionären Vorblende auf den Zustand der Familie in 20 Jahren – wird dem Zuschauer deutlich, dass die Keime des zukünftigen Verfalls bereits in der Gegenwart des ersten und dritten Akts durchdringen. Damit entlarvt Priestley die Wert- und Sinnkonstruktion der Familienmitglieder als sinnlose Flucht vor der Wirklichkeit einer Gesellschaft, die immer spürbarer von der Gier nach Besitz und Macht beherrscht wird.

## Personen
Mrs. Conway
ihre Töchter:
Madge, Hazel, Kay, Carol
ihre Söhne:
Alan, Robin
weitere Personen:
Joan Helford (Freundin Hazels), Ernest Beevers (Kaufmann), Gerald Thornton (Anwalt der Familie)

## Ort und Zeit
Schauplatz aller drei Akte ist ein Zimmer im Hause von Mrs. Conway, einer freistehenden Villa in einem noblen Viertel der Industriestadt Newlingham.
Erster Akt: ein Herbstabend im Jahre 1919. Kays 21. Geburtstag.
Zweiter Akt: ein Herbstabend im Jahre 1938. Kays Geburtstag.
Dritter Akt: wieder der erste Abend. Kays 21. Geburtstag

## Inhalt
Das Stück besteht aus drei Akten:

### Erster Akt
Die wohlhabende Familie Conway hat Gäste geladen, mit denen sie Kays 21. Geburtstag – zur damaligen Zeit die Volljährigkeit – feiert. Kay und Carol haben eine Scharade vorbereitet, in der Mrs. Conway, Madge, Hazel und ihre Freundin Joan, Alan sowie der Familienanwalt Gerald Thornton verschiedene Rollen spielen sollen; auch einem Gast, den Thornton in die Familie einführen soll, ist eine Rolle zugedacht. Zur Überraschung Hazels ist dieser Gast Ernest Beevers, ein Mann, der sie schon seit einiger Zeit auffällig beobachtete. Er stammt aus einer niedrigeren Gesellschaftsschicht und hat sich aufgrund seiner geschäftlichen Tüchtigkeit emporgearbeitet. Ihm fehlt jetzt nur noch die Aufnahme in den gutbürgerlichen Stand, um auch in diesem Gesellschaftsbereich anerkannt zu sein. Im Laufe des Abends trifft auch Robin, Mrs. Conways Lieblingssohn, ein, der im Krieg Leutnant war und nach der Demobilisierung der britischen Truppen freigestellt wird.
Die Stimmung ist bestens, die Szenen der Scharade unterhalten die Gäste vortrefflich. Mrs. Conway, eine ehemalige Sängerin, trägt als Höhepunkt des Abends Schubert-Lieder vor. Die dichterisch begabte Kay zieht sich ins blaue Zimmer zurück, um alle Eindrücke aufzuschreiben, denn sie will einen neuen Roman schreiben, der realistisch und echt sein soll.

### Zweiter Akt
Der zweite Akt ist ein visionärer Blick Kays in die Zukunft und spielt im Jahre 1938, ebenfalls an Kays Geburtstag. Die Familie trifft sich, um die bedrohliche finanzielle Situation zu besprechen, denn die Verhältnisse habe sich dramatisch verändert: nur Mrs. Conway und Alan leben noch in der Villa der Familie. Hazel ist die Frau des reichen Emporkömmlings Ernest Beevers geworden, vor dem sie sich insgeheim fürchtet. Carol, die jüngste Tochter, ist bereits im Alter von 19 Jahren an einer zu spät erkannten Krankheit gestorben. Kay ist Journalistin in London geworden und muss seichte Zeitungsartikel schreiben, um ihren Lebensunterhalt zu verdienen. Madge ist Lehrerin an einer Provinzschule geworden und hat ihre alten Ideale von Völkerversöhnung und sozialer Gerechtigkeit vollständig aufgegeben. Verbittert und maßlos enttäuscht reagiert sie auf die Eröffnung des Familienanwalts Gerald Thornton, dass die Einkommensquellen der Familie versiegen und das Vermögen aufgebraucht ist. Robin hat Joan Helford geheiratet, hat zwei Kinder und kann nicht einmal seine Familie ernähren. Er ist dauernd unterwegs, um mit Hilfe seiner Mutter eine große Karriere zu starten, aber ihm misslingt alles, was er beginnt, so dass er schließlich in den Alkohol flüchtet. Mrs. Conway sieht alle ihre großen Erwartungen hinsichtlich der Zukunft ihrer Kinder und ihrer Familie enttäuscht und wirft ihren Kindern Versagen vor. Ergebnislos endet das Treffen. Alan tröstet seine Schwester Kay mit einer Theorie der Zeit aus der philosophischen Tradition: Vergangenheit ist erinnerte Gegenwart und Zukunft ist geschaute Gegenwart, nichts ist verloren, denn alles existiert immer nur im Jetzt.

### Dritter Akt
Der dritte Akt ist die unmittelbare Fortsetzung des ersten Aktes. Das Fest neigt sich dem Ende zu, die ersten Gäste verabschieden sich und Alan findet Kay im blauen Zimmer. Sie scheint verwirrt und findet nur schwer aus ihren Visionen in die Realität des Abends zurück. Nachdem Ernest Beevers vergeblich versucht hat, Hazel für sich zu interessieren und Fuß in diesem Gesellschaftskreis zu fassen, verabschiedet er sich zornig und enttäuscht. Beim abschließenden Versteckspiel der Kinder gesteht Joan Robin ihre Liebe und die beiden verloben sich zur großen Enttäuschung von Alan, der in Joan verliebt ist. Schließlich versammeln sich alle Familienmitglieder im blauen Zimmer, um den großen Erfolg des Abends zu besprechen und Zukunftspläne zu schmieden. Jeder entwirft seine Zukunft in glänzendsten Farben, denn nichts scheint das Glück der Familie zerstören zu können. Der Kontrast zur Vision Kays könnte nicht größer sein und Kay ist zwischen dem, was sie schaute und dem, was sie sieht, hin- und hergerissen. Auf manches Zukunftsbild reagiert sie für alle außer Carol völlig unverständlich, nahezu panisch. Fast hysterisch will sie von Alan erfahren, welche wichtige Erkenntnis er ihr in ihrer Vision vermittelt hatte. Mrs. Conway führt Kays seltsames Verhalten auf Überanstrengung und Übermüdung zurück und will sie mit einem Lied trösten. Auch Alan verspricht Kay, ihr irgendwann sagen zu können, was sie so dringend wissen wollte.